# Лагуна-УОР
МФК «Лагуна-УОР» — женский мини-футбольный клуб из Пензы. Шестикратный чемпион России, восьмикратный обладатель Кубка России по мини-футболу.

## История
Клуб основан в феврале 2003 года в городе Каменка Пензенской области, первый президент — Олег Геннадьевич Селехметьев. Первый трофей — Кубок Пензенской области 2004 года.
С сезона 2004/05 выступает в чемпионате России.
По количеству чемпионств страны уступает только волгоградской «Рокаде»; вместе с санкт-петербургской «Авророй» разделяет первенство по числу выигранных Кубков России (по 8).
С 2007 года команда участвует в международных турнирах.
В 2012 году клуб выиграл Кубок обладателей кубков 4 наций (англ. 4 Nations Futsal Women's Cup Winners' Cup), прошедший в Сан-Донато-Миланезе (Милан, Италия). В полуфинале Финала четырёх команда обыграла клуб «Мо́столес» из одноимённого города в Испании со счётом 7:3, а в финале был повержен португальский «Вермоин» из одноимённого района в округе Брага — 4:0.
В 2019 году клуб также принял участие в Кубке кубков в Милане, однако в полуфинале уступил будущим победительницам из «Бурелы» (Испания) 2:9, а в матче за 3 место потерпел поражение от киевского клуба «Будстар-НПУ» 4:7.
В 2020 году клуб попал в Галерею почёта и славы Пензенской области.

## Достижения
- Обладатель Кубка обладателей кубков 4 наций: 2012
- Чемпион России (6): 2007/08, 2008/09, 2010/11, 2011/12, 2012/13, 2014/15
- Серебряный призер Чемпионата России (8): 2005/06, 2006/07, 2009/10, 2013/14, 2016/17, 2017/18, 2018/19, 2023/24
- Бронзовый призер Чемпионата России (3): 2015/16, 2020/21, 2024/25
- Обладатель Кубка России (8): 2008/09, 2010/11, 2011/12, 2012/13, 2013/14, 2014/15, 2018/19, 2020/21
- Обладатель Кубка Ассоциации женского мини-футбола России (АЖМФР) (3): 2005, 2006, 2007
- Победитель международного турнира «Кубок Черноморья»: 2005
- Победитель V «Кубка Аммана»: 2008
- Победитель международного турнира Karshi Cup (2): 2010, 2011